# King River (vattendrag i Australien, Northern Territory, lat -14,68, long 131,98)
King River är ett vattendrag i Australien. Det ligger i territoriet Northern Territory, omkring 280 kilometer sydost om territoriets huvudstad Darwin.
Omgivningarna runt King River är huvudsakligen savann. Trakten runt King River är nära nog obefolkad, med mindre än två invånare per kvadratkilometer. Genomsnittlig årsnederbörd är 1 011 millimeter. Den regnigaste månaden är januari, med i genomsnitt 219 mm nederbörd, och den torraste är juli, med 1 mm nederbörd.